# Spermolepis
Spermolepis es un género de plantas  pertenecientes a la familia Apiaceae. Comprende 8 especies descritas y de estas, solo 5 aceptadas.

## Taxonomía
El género fue descrito por Constantine Samuel Rafinesque y publicado en Neogenyton 2. 1825. La especie tipo es: Spermolepis divaricata (Benth. & Hook. f. ex S. Watson) Raf. ex Ser.

## Algunas especies
A continuación se brinda un listado de las especies del género Spermolepis aceptadas hasta julio de 2013, ordenadas alfabéticamente. Para cada una se indica el nombre binomial seguido del autor, abreviado según las convenciones y usos.
- Spermolepis castellanosi Prez-Mor.
- Spermolepis divaricata (Benth. & Hook. f. ex S. Watson) Raf. ex Ser.
- Spermolepis echinata (Nutt. ex DC.) A. Heller
- Spermolepis inermis (Nutt. ex DC.) Mathias & Constance
- Spermolepis patens (Nutt. ex DC.) B.L. Rob.